# Phimenes sparsipunctatus
Phimenes sparsipunctatus är en stekelart som beskrevs av Gusenleitner 2002. Phimenes sparsipunctatus ingår i släktet Phimenes och familjen Eumenidae. Inga underarter finns listade i Catalogue of Life.